# Fimbristylis quadriflora
Fimbristylis quadriflora är en halvgräsart som först beskrevs av Johann Otto Boeckeler, och fick sitt nu gällande namn av Alan Ackerman Beetle. Fimbristylis quadriflora ingår i släktet Fimbristylis och familjen halvgräs. Inga underarter finns listade i Catalogue of Life.